# Fazenda Paraopeba

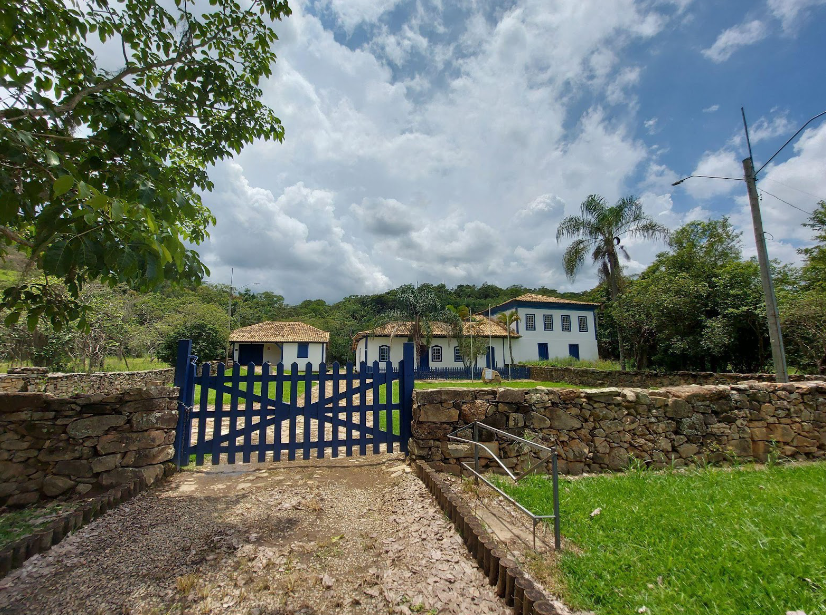
Fazenda Paraopeba.

A Fazenda Paraopeba, também conhecida como Fazenda do Covão, possui oito hectares e está localizada às margens da rodovia MG-383, entre o trevo de Joaquim Murtinho e o município de São Brás do Suaçuí. Pertence ao município de Conselheiro Lafaiete, na região centro-sul de Minas Gerais. A fazenda foi propriedade do inconfidente e poeta Inácio José de Alvarenga Peixoto e de sua esposa Bárbara Heliodora. Após a morte de Alvarenga Peixoto, o pai de Bárbara Heliodora a comprou, deixando-a como herança para a filha.

## História
A Fazenda Paraopeba foi construída em duas etapas, a primeira por volta do século XVIII, referente à ala térrea, e a segunda no século XIX, correspondente ao sobrado. Sendo um ponto estratégico para os conspiradores da Inconfidência Mineira, como Inácio José de Alvarenga Peixoto, Cláudio Manuel da Costa, Tomás Antônio Gonzaga e Joaquim José da Silva Xavier, o Tiradentes. Portanto, a fazenda teve grande relevância histórica para os planos sediciosos em prol da independência da Capitania de Minas Gerais do domínio da Coroa Portuguesa.
Além de ter sido um lugar importante para a Inconfidência Mineira, era considerada uma fazenda de abastecimento em seus anos primordiais. Nela se produziam gêneros alimentícios, criavam-se animais e a mão de obra escravizada era utilizada. Por se tratar do momento inicial da colonização em Minas Gerais, fazendas de abastecimento eram essenciais para a manutenção e continuidade da região.
Na obra “Os Autos da Devassa da Inconfidência Mineira”, há uma passagem de 1787 em que se comenta sobre o batizado do filho de Alvarenga Peixoto e de Bárbara Heliodora, José Eleutério da Silveira Peixoto, ocorrido na Fazenda Paraopeba. Nesse contexto, a palavra “batizado”, segundo apresentado nos autos, significava ‘reuniões dos inconfidentes’. Era um código utilizado pelos conspiradores.
Entre 1781 e 1791, a fazenda pertenceu ao poeta Alvarenga Peixoto, até ele ser condenado e perder a propriedade por causa dos desdobramentos da Inconfidência. Após isso, o imóvel foi comprado pelo sogro do poeta, pai de Bárbara Heliodora, deixando-o, assim, como herança para seus filhos e netos.
Os últimos donos da fazenda foram a família Gonzaga de Melo, que permaneceram ali por cerca de dois séculos, utilizando o local para a produção de alimentos, madeira e lã. Há vestígios da posse da fazenda pela família Gonzaga de Melo no site do Arquivo Público Mineiro, datado de 25 de maio de 1793. O arquivo consiste em uma carta de sesmaria e é possível observar as assinaturas de alguns representantes, como é o caso de Antônio Gonzaga, membro da família Gonzaga de Melo.
Devido às chuvas e enchentes constantes que ocorreram na década de 1970 naquela região próxima ao Rio Paraopeba, a continuidade na fazenda foi prejudicada, o que impossibilitou a manutenção do imóvel, o qual foi desapropriado pelo município de Conselheiro Lafaiete. O casarão com mais de 300 anos foi reformado nos anos de 2015 e 2016, o que proporcionou o resgate da sua integridade física, tipológica e cultural.

## Restauração
A origem do nome Paraopeba vem do Tupi Para-u-peba ou pará-y-peba e significa “o rio de água rasa”. No ano de 2012, o Ministério Público de Minas Gerais (MPMG) assinou um Termo de Compromisso com a Ferrous Resources do Brasil e com o Município de Conselheiro Lafaiete para iniciar a restauração do casarão, o qual se encontrava em estado precário de conservação. As obras foram acompanhadas pelo Instituto Estadual do Patrimônio Histórico e Artístico de Minas Gerais - IEPHA, sendo concretizadas após 5 anos.
Várias pesquisas foram realizadas para a restauração do imóvel visando preservar os aspectos característicos da época em que foi construído, tais como as cores, o tipo de madeira, as vidraças e o tipo de piso. Desse modo, ressalta-se que as vigas, barrotes e as madeiras que proporcionam sustentação à construção são originais, porém as portas, janelas e o piso precisaram ser recuperados devido aos danos causados durante os três séculos de sua existência.
Assim, no dia 28 de julho de 2017, a fazenda foi reaberta oficialmente aos moradores da cidade de Conselheiro Lafaiete. Nessa ocasião, o prefeito vigente Mário Marcus e os representantes da Associação dos Municípios do Alto Paraopeba (AMALPA) realizaram a cerimônia que finalizou o processo de restauração do imóvel.

## Arquitetura
A estrutura original da fazenda foi comprometida durante os três séculos de sua existência. Contudo, ainda há uma parede no interior da casa que permaneceu intacta, mostrando aos visitantes como eram feitas as paredes na época em que foi construída. Com madeira roliça amarrada com cipó e preenchida com barro, a parede guarda a história do prédio consigo.
Na construção inicial, do século XVIII, havia somente um pavimento, no qual Alvarenga Peixoto e a família viviam. Nessa área, há alguns cômodos, sendo um deles maior que os demais, provavelmente utilizado para armazenar o que era produzido na fazenda.
Em um segundo momento, após a venda da casa, os respectivos donos construíram alguns anexos, como é o caso do segundo andar do casarão. Desse modo, um sobrado, por volta de 1810, foi construído, com uma sala e seis quartos, tendo um deles um solário com vista para o pomar.

## Aspectos Culturais
No livro “Nephtali Gonzaga de Mello: Meu Sangue Minha Vida”, da autora Nephtali Gonzaga de Mello, filha de um dos proprietários da fazenda, é narrado no capítulo II “A Primavera da Vida”, sua vivência no casarão:
“A casa, um sobradão vistoso, construído por meu avô, em 1862, anexo à primeira casa dos tempos coloniais, e de um só pavimento, é ainda habitada, dando entrada para o interior do sobrado. Resiste ainda à ação destruidora do tempo no correr dos anos.”
Adquirida em 1779 por Alvarenga Peixoto, a fazenda se tornou parada de descanso no trajeto de São João del Rei e Vila Rica, servindo também como esconderijo para os fugitivos da corte e local para reuniões entre os principais líderes da Inconfidência. Assim, a Fazenda Paraopeba possui grande relevância histórica para a cidade de Conselheiro Lafaiete-MG e para a região como um todo, principalmente por ser um dos poucos monumentos da arquitetura civil remanescente do século XVIII.
No ano de 2019, foi instalado na fazenda o Memorial da Estrada Real e da Inconfidência Mineira, que tem como objetivo preservar, promover e informar sobre a memória daqueles que participaram do movimento, lutaram pela liberdade e edificaram estas Minas Gerais em solo lafaietense.

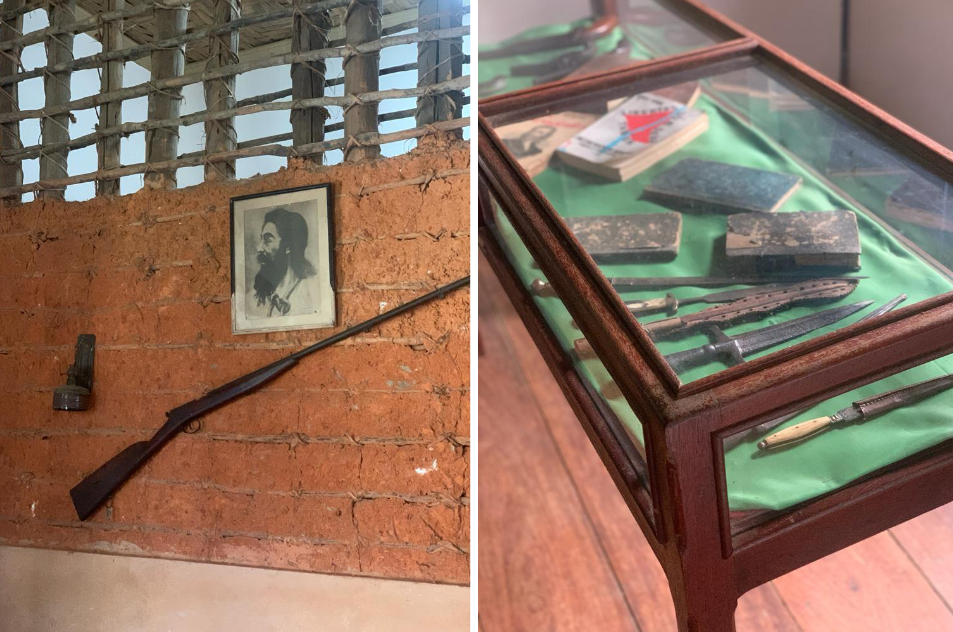
Parte do acervo do Memorial da Inconfidência Mineira.

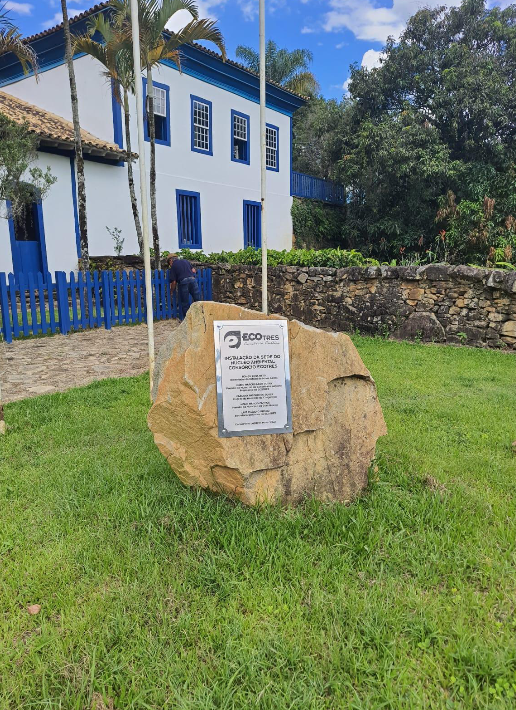
Memorial da Inconfidência Mineira.

O casarão funciona como um Memorial da Inconfidência Mineira, fazendo parte de seu acervo peças relacionadas ao século XVIII e cartazes que registram a história da fazenda e da Conjuração.